# RCW 54
RCW 54 è un esteso complesso di nebulose a emissione visibile nella costellazione australe della Carena.

## Osservazione
Si osserva nella parte occidentale della costellazione nella regione dell'Arco della Carena, nei pressi della Nebulosa della Carena da cui appare separata da poco più di un grado; fuori dalla portata di un binocolo può essere osservata e fotografata attraverso un telescopio a grande campo, sebbene appaia comunque come un oggetto relativamente debole. La sua declinazione è fortemente australe e ciò comporta che dalle regioni boreali la sua osservazione sia impossibile al di fuori delle regioni tropicali. Dall'emisfero australe invece è osservabile per quasi tutte le notti dell'anno. Il periodo migliore per la sua osservazione nel cielo serale va da febbraio a giugno.

## Caratteristiche
Secondo la nomenclatura assegnata dal Catalogo RCW, questa nebulosa si compone di due parti principali, indicate come RCW 54a e RCW 54b. Il Catalogo di Gum invece non la considera come un unico oggetto, ma la suddivide in varie porzioni, elencate separatamente: Gum 34a e Gum 34b sono le sezioni centrali e più prossime alla Nebulosa della Carena, Gum 35 è il troncone meridionale e probabilmente non è legato fisicamente agli altri, Gum 36 la sezione più settentrionale e Gum 37 un segmento posto a sud del precedente. Anche per questa ragione, nelle pubblicazioni più recenti gli scienziati preferiscono identificare le varie regioni nebulose univocamente attraverso le loro coordinate galattiche.
La sezione centrale, quella indicata come Gum 34, viene spesso citata con le sigle G289.1+0.1 e G289.6+0.5; questo sistema nebuloso è composto da un insieme di brillanti filamenti nebulosi eccitati dalla radiazione di una o più stelle massicce poste nelle vicinanze. Gum 37 (G290.6+0.3) è invece la sezione più a contatto con l'ammasso NGC 3572, dalle cui stelle più massicce viene ionizzata; queste stelle tuttavia sono situate sul lato dell'ammasso opposto rispetto alla nube. Gum 37 presenta segni evidenti di espansione: le componenti più brillanti e più calde dell'ammasso sono due giganti blu indicate con le sigle HD 97222 e HD 97166 e sarebbero, tramite l'azione del loro forte vento stellare, le responsabili dell'espansione osservata nel gas di Gum 37. Questa nube è inoltre riportata nel catalogo delle regioni di formazione stellare di Avedisova con la sigla 2373 ed è indicata come associata alla sorgente di radiazione infrarossa IRAS 11076-5954.
Le varie componenti di RCW 54 appaiono immerse in un mezzo interstellare ricchissimo di idrogeno diffuso, all'interno di un immenso involucro di idrogeno neutro (regione H I) che presenta segni di espansione; i filamenti di gas ionizzato descritti finora tendono ad avere la loro concavità rivolta verso una regione che viene per altro considerata come il centro geometrico di questo involucro di gas neutro. Rapportate alla distanza media di 2800-2900 parsec, le dimensioni di questa struttura sarebbero di 200x260 parsec; la sua origine sarebbe dovuta all'azione combinata del vento stellare delle componenti massicce di Carina OB2 e NGC 3572. Di fatto si tratterebbe quindi di una enorme bolla di vento stellare.
Le stelle più massicce della regione formano l'associazione Carina OB2, una grande associazione OB a cui potrebbero appartenere fino a 470 stelle di classe O, B e A, centrate attorno all'ammasso NGC 3572; secondo alcuni studi, anche i vicini ammassi NGC 3590, Hogg 11 e Tr 18, situati sul bordo meridionale della regione alla stessa distanza dal precedente, sarebbero fisicamente legati a quest'associazione, mentre probabilmente il vicino Cr 240 costituirebbe un'associazione OB a parte.